# Brevistoma bardii
Brevistoma bardii är en insektsart som först beskrevs av Navás 1914.  Brevistoma bardii ingår i släktet Brevistoma och familjen Nemopteridae. Inga underarter finns listade i Catalogue of Life.